# Rajna Mária
Rajna Mária (Budapest, 1919. augusztus 16. – Budapest, 2008. október 7.) Aase-díjas magyar színésznő.

## Életpályája
Színésznőként 1948-ban végzett a Filmművészeti Iskolában. 1947-től a Pódium Kabaréban lépett fel. 1948-tól az Úttörő Színház, 1950-től a Honvéd Színház illetve a Magyar Néphadsereg Színháza szerződtette. 1952 és 1955 között a kecskeméti Katona József Színházban szerepelt. 1957-től két évadot a győri Kisfaludy Színházban töltött.1959-től a Szegedi Nemzeti Színház tagja volt. 1962-től a Tarka Színpad művésze volt. 1970-től nyugdíjba vonulásáig (1972-ig) az Állami Déryné Színház művésze volt. 1963 és 1973 között komolyzenei műsorokon konferált. 1973 és 1977 között verses műsorokban szerepelt az Irodalmi Színpad előadásain. Nyugdíjasként kisebb szerepekben fellépett a Nemzeti Színházban és a Várszínházban is. 1997-ben Aase-díjat kapott.

## Fontosabb színházi szerepei
- Urbán Ernő: Tűzkeresztség... Hatóné
- Nyikolaj Vasziljevics Gogol : A revizor... az altiszt felesége
- Móricz Zsigmond: Nem élhetek muzsikaszó nélkül... Pepi néni
- Szirmai Albert – Emőd Tamás: Mézeskalács...  Öreg Jóskáné
- Huszka Jenő: Gül baba... Mujkóné
- Anton Pavlovics Csehov: Háztűznéző... Natalia Sztyepanovna
- Mikszáth Kálmán: A beszélő köntös... Bukli Klára
- William Shakespeare: Szentivánéji álom... Hyppolita
- Csurka László: Döglött aknák... látogató
- Hubay Miklós: Freud, az álomfejtő álma... Alfonsine

## Filmek, tv
- Rózsa Sándor (sorozat) (1971)
- A csillagszemű (1977)
- Hogyan csináljunk karriert? (1981)
- Nyolc évszak (sorozat) 3. rész (1987)
- Árnyék a havon (1992)
- A skorpió megeszi az ikreket reggelire (1992)... Özvegy Kuglerné
- Roncsfilm (1992)
- Patika (sorozat) 1. rész (1994)
- Kis Romulusz (1995)
- Ezüstnitrát (1996)
- Szomszédok sorozat (1989-1997)

45. rész (1989)
61. rész (1989)
164. rész (1993) ... Levánszkyné
187. rész (1994) ... taxiutas
216. rész; 226. rész (1995)... vendég a kávézóban
276. rész (1997) ... taxiutas
- Egy tél az Isten háta mögött (1999)... Néni
- Hamvadó cigarettavég (2001)